# 八角大楼
八角大楼是埃及国防部的新总部，这是埃及将所有政府机构迁往新行政首都的一部分。八角大楼参考了古埃及建筑风格，是目前世界上最大的国防部总部及办公大楼，规模超越了位于美国的五角大楼，选址位于大开罗都会区的新行政首都。 
八角大楼建筑群占地总面积达89平方公里，其中约4,690,000平方米为建筑面积，由13个功能不同的区域组成，八角大楼只是这一建筑群的一部分：整体规划还包括宗教场所、俱乐部、酒店、学校、游乐场、住宅项目、购物中心、医院以及用于民政和行政服务的综合设施。整个建筑群的安保工作由两支埃及共和国卫队以及其他安保力量负责。

## 六个中心
八角大楼由六个中心组成：
1. 统一战略数据中心（The Unified Strategic Data Center）——集中国家各机构的所有数据。
2. 战略网络控制中心（The Control Center of the Strategic Network）——管理国家行政体系。
3. 国家公共设施管理与运营中心（State Utilities Management and Operation Center）——管理国家各个机构及公共设施。
4. 通信网络控制中心（Telecommunications Network Control Center）——保障全国通信稳定。
5. 应急与安全中心（Emergencies and Safety Center）——管理紧急服务和现场安保工作。
6. 气象预报中心（Weather Forecast Center）——为应对自然灾害做准备。

此外，八角大楼还设有多个仓库，用于保障对战略物资的储备需求。  